# 나코소시
나코소시(勿来市)는 후쿠시마현에 설치되었던 시이다. 1966년 10월 1일 나코소시, 이와키시(磐城市) 등 14개 시·정·촌(5시 4정 5촌)이 합병하여 이와키시(いわき市)가 신설되고 폐지되었다.

## 역사
- 1955년 4월 29일 - 나코소정 및 우에다정·니시키정·가와베촌·야마다촌 등 5개 정·촌이 과 합병하여 나코소시가 신설되었다.
- 1966년 10월 1일 - 다이라시, 우치고시, 이와키시, 나코소시, 조반시, 이와키군 요쓰쿠라정, 도노정, 오가와정, 요시마촌, 미와촌, 다비토촌, 가와마에촌, 후타바군 히사노하마정, 오히사촌 등 14개 시·정·촌(5시 4정 5촌)이 합병하여 이와키시가 신설되고 폐지되었다.